# Uzići
Uzići (cyr. Узићи) – wieś w Serbii, w okręgu zlatiborskim, w gminie Požega. W 2011 roku liczyła 489 mieszkańców.